# Самаринка (Башкортостан)
Самаринка(баш. Самаринка) — упразднённая деревня в Буздякском районе Башкирской АССР РСФСР СССР. Входила в состав Никольского сельсовета. Ныне урочище Самаринка на территории Гафурийского сельсовета Буздякского района Республики Башкортостан Российской Федерации.
Упразднена до 1980-х годов.

## Название
Название, как пишет Словарь топонимов БАССР, возможно происходит от антропонима Самарин с суфф. -к(-а)
Фиксировалась также как Ка(о)шкино.

## География
Располагался в 14 км к югу от райцентра и ж.-д. ст. Буздяк, в 5 км от села Никольское, административного центра  Никольского сельсовета  (на 1 июля 1972 года).

## История
Основана в конце 19 века.
Существовала до 1980-х годов.

## Население
В 1906  — 137 человек, в 1920 – 183, в 1939 – 177, в 1959 – 122, в 1969 – 69.
Проживали русские (на 1 июля 1972 года).

## Инфраструктура
В 1906 году действовал хлебозапасный магазин